# Abarema cochliocarpos
Abarema cochliocarpos (tên tiếng Anh: Barbatimo) là một loài cây trong họ Đậu (Fabaceae). Chúng chỉ được tìm thấy ở Brasil, bản địa của các bang Bahia, Espírito Santo và Paraíba.

## Tên đồng nghĩa
Các tên đồng nghĩa gồm:
- Abarema cochliacarpos (Gomes) Barneby & J.W.Grimes (lapsus)
- Inga nandinaefolia DC.
- Mimosa cochliocarpos Gomes
- Mimosa vago Vell.
- Pithecellobium avaremotemo Mart.
- Pithecellobium cochliocarpum (Gomes) J.F.Macbr.
- Pithecolobium cochliocarpum (Gomes) J.F.Macbr.